# 汪尔康
汪尔康（1933年5月4日—），江苏镇江人，中国分析化学家，中国科学院长春应用化学研究所研究员。曾担任该所所长。中国科学院院士。

## 生平
1933年生于江苏镇江。1952年毕业于沪江大学化学系。1959年获捷克斯洛伐克科学院副博士学位。1991年当选为中国科学院学部委员（院士）。1993年当选为第三世界科学院院士。2006年当选日本分析化学学会荣誉会员。
1992年-1996年担任中国科学院长春应用化学研究所所长。也是1988年到2015年期间《分析化学》的主编。

## 家庭
妻子董绍俊是中国化学家，世界科学院院士。